# Abadía de Gladbach
La Abadía de Gladbach o bien la Abadía de Rathaus (en alemán: Rathaus Abtei) 
fue una abadía benedictina fundada en el año 974 por el arzobispo Gero de Colonia y el monje Sandrad de Trier. Fue llamada así por el Gladbach, un arroyo estrecho que ahora corre bajo tierra. La abadía y sus pueblos colindantes se convirtieron en la localidad de Gladbach, incorporado en la década de 1360, y que dio origen de la actual ciudad de Mönchengladbach, en Renania del Norte-Westfalia en el país europeo de Alemania.
En 1802 la abadía fue ocupada por las tropas bajo la ocupación francesa y secularizado; su gran biblioteca se dispersó. Desde 1805 hasta 1835 se utilizó como una fábrica textil.
En 1835 las autoridades de la ciudad adquirieron el edificio principal para reemplazar el antiguo ayuntamiento, que fue demolido. Esto constituye ahora la presente Rathaus Abtei. Los edificios monásticos restantes también fueron adquiridos por la ciudad, uno por uno, para la instalación de las oficinas municipales.